# Paranura quadrilobata
Paranura quadrilobata är en urinsektsart som beskrevs av Hammer 1953. Paranura quadrilobata ingår i släktet Paranura och familjen Neanuridae. Inga underarter finns listade i Catalogue of Life.